# Fender Jag-Stang
La Fender Jag-Stang est un modèle de guitare électrique créé par la marque Fender en 1995 avec la collaboration de Kurt Cobain du groupe Nirvana.

## Conception et développement
La Jag-Stang est, comme son nom l'indique, un hybride de deux modèles Fender, la Jaguar et la Mustang. Kurt Cobain, chanteur et guitariste du groupe grunge Nirvana, soumet en 1993 à Fender l'idée d'un instrument combinant les caractéristiques de ces deux modèles (ce design particulier lui serait venu en accolant deux photos représentant chacune une moitié de guitare) ; Fender produira deux prototypes en configuration gaucher, dont un seulement sera utilisé par Cobain. La rumeur veut que les prototypes aient nécessité nombre de modifications avant d'obtenir l'aval de Cobain, et aient été régulièrement renvoyés à Fender avant que l'un soit utilisé - très brièvement - pendant la tournée In Utero de 1993 et celle de 1994. Il semblerait que Cobain n'ait pas été entièrement satisfait des résultats et n'ait pas pu mettre un terme à la conception de la guitare avant sa mort en avril 1994.
La Jag-Stang comprend un micro à simple bobinage de type vintage et un double bobinage (dit humbucker), contrôlés chacun par un commutateur à trois positions permettant d'activer, désactiver et mettre en opposition de phase le micro. Le chevalet utilisé est le modèle "Dynamic Vibrato" de la Mustang, et comme sur ses deux inspiratrices, le manche est à l'échelle réduite de 24 pouces (en fait une réplique à l'identique d'un manche de Mustang utilisé par Cobain).

## Notoriété
La Jag-Stang est un modèle controversé à cause de son design jugé peu équilibré par les puristes.
Lancée initialement à l'automne 1995, après la mort de Kurt Cobain, la Jag-Stang est supprimée du catalogue en 2001. En 2003, Fender Japon lance une réédition, qui n'est plus importée officiellement à ce jour en Europe et aux États-Unis, mais qui existe toujours. A l'occasion des 30 ans de la sortie de l'album Nevermind, une nouvelle réédition de la Jag-Stang sera lancée en octobre 2021.
La Jag-Stang couleur Sonic Blue de Kurt Cobain a été donnée au guitariste de R.E.M. Peter Buck par Courtney Love après la mort de Cobain. On peut la voir dans le clip de What's the Frequency, Kenneth?. Mike Mills, également membre de R.E.M., l'utilise en concert sur le morceau Let Me In.

## Informations techniques
- Corps : basswood
- Manche : érable
- Frettes : 22 (Rosewood 7,25" rayon 184 mm)
- Longueur : 609,6 mm
- Couleur : Sonic Blue ou Fiesta Red
- Micro : un Humbucker (à l'origine une copie japonaise de humbucker h3 sur le modèle sortie en 1995 mais sur la guitare de Kurt Cobain il s'agit de humbucker Dimarzio h8  (source: https://www.jag-stang.com/faq/general/info-on-the-dimarzio-h3-or-h8/) et un bobinage simple (à l'origine une copie japonaise de mauvaise qualité Fender Texas special)